# Johnny Cooper
Pour les articles homonymes, voir Cooper.
John Murdoch « Johnny » Cooper est un lieutenant-colonel britannique du Special Air Service (1922-2002, MBE-1959, DCM-1942, citations (Mentioned in Despatch) en 1946 et 1959).

## Carrière militaire
Il fut sous-officier puis officier du Special Air Service de 1941 à 1962.
Écossais, il s’engage dans les Scots Guards (Mle 303854) en mai 1940.
Chauffeur de David Stirling en Afrique du Nord, il reçoit la Médaille pour conduite distinguée (la Distinguished Conduct Medal ou DCM) le 26 novembre 1942.
Lors d’un raid en janvier 1943, David Stirling est capturé et le sergent Cooper réussit à rejoindre les lignes alliées.
Il est affecté en septembre 1943 dans les Green Howards après un cours d'élève-officier.
Cooper sert de nouveau le 1er régiment du SAS, d’avril 1944 à décembre 1945. Le 6 juin 1944, il est parachuté en France dans le Morvan, puis rentre en Angleterre en septembre 1944.
Capitaine à titre temporaire, il participe à la campagne d’Allemagne à partir de mars 1945; cité le 4 avril 1946.
Après la guerre, il sert à Chypre dans les Green Howards, à compter de janvier 1947. Il prend sa retraite de l'Armée d'active en 1947.
Nommé officier de l’Armée territoriale, il sert dans les SAS jusqu’en 1962.
Lieutenant, il sert en Malaisie en 1952, au sein du 22e SAS. Promu commandant en 1955, il reste en Malaisie; il est nommé Membre de l'Empire Britannique (MBE) le 28 avril 1959 dans le cadre des opérations entre le 1er juillet et le 31 décembre 1958.
Commandant au 22e SAS, il opère à Oman, comme chef de l’escadron A, de novembre 1958 à février 1959, qui participe notamment à l'assaut du djebel Akhdar, coordonné par le colonel David Smiley, alors conseiller militaire du sultan d'Oman et Mascate. Cooper est de nouveau cité le 25 août 1959.
Il prend sa retraite en 1962 et devient lieutenant-colonel des forces armées omanaises (Muscat Regiment) jusqu’en 1966.
De 1963 au début 1966, il est au Yémen, sur le terrain, où il assure la mise en œuvre du plan britannique d’assistance aux tribus royalistes fidèles à l’imam El Badr, coordonné par Julian Amery et le colonel David Smiley.

## Sources
- (en) Biographie et photographie sur un site consacré aux forces spéciales
- (en) Deuxième biographie avec 2 autres photographies sur ce même site dans la rubrique 22e SAS
- Jean-Jacques Cécile, Histoire Secrète des SAS - L'élite Des Forces Spéciales Britanniques, Nouveau Monde Editions, 2009
- Colonel David Smiley Au cœur de l’action clandestine. Des Commandos au MI6, L’Esprit du Livre Éditions, 2008  (ISBN 978-2-915960-27-3), avec un cahier de photographies. Traduction de (en) Irregular Regular, Michael Russell, Norwich, 1994  (ISBN 0-85955-202-0).
- Colonel David Smiley, (en) Arabian Assignment, éditions Cooper, 1975 (réimpr. 1984), écrit en collaboration avec Peter Kemp. Écrit par un officier qui participa, sur le terrain, aux interventions britanniques, pour le compte du MI6, à Oman (1958-1961) et au Yémen (1963-67). Avec cahier de photographies.
- (en) Stephen Dorril MI6: Inside the Covert World of Her Majesty's Secret Intelligence Service, The Free Press, New York, 2000  (ISBN 0-7432-0379-8) La référence sur le MI6. Toutes les opérations clandestines du service sont détaillées. Index en ligne. J. Cooper est cité
- (en) la London Gazette, le Journal Officiel britannique, pour les décorations, citations, promotions, nominations du colonel Cooper
- Pierre Lunel Bob Denard, le roi de fortune - Édition no 1 – 1991. Le rôle essentiel des Britanniques - et du MI6 - lors de l'intervention au Yémen est occulté. Cooper est présenté comme un simple radio.